# Powiat Nidzicki
Der Powiat Nidzicki ist ein Powiat (Kreis) in der polnischen Woiwodschaft Ermland-Masuren. Der Powiat hat eine Fläche von 960,7 km², auf der etwa 33.000 Einwohner leben.

## Gemeinden
Der Powiat umfasst vier Gemeinden, davon:
eine Stadt-und-Land-Gemeinde
- Nidzica (Neidenburg)

und drei Landgemeinden
- Janowiec Kościelny
- Janowo
- Kozłowo (Koslau)